# 本谷有希子
本谷 有希子（もとや ゆきこ、1979年（昭和54年）7月14日 - ）は、日本の劇作家、小説家、演出家、女優、声優。石川県白山市出身。「劇団、本谷有希子」主宰。夫は詩人・作詞家の御徒町凧。
本項では、本谷が自ら主宰する劇団「劇団、本谷有希子」についても触れる。

## 経歴
1979年、石川県松任市（当時）に生まれる。松任市立松任中学校 在学時代はソフトテニス部に所属し部長を務める。石川県立金沢錦丘高等学校時代に演劇部に所属。上京後、ENBUゼミナール演劇科に入学し、松尾スズキのクラスに在籍する。在学中から主に舞台において女優活動を開始。
1998年、テレビアニメ『彼氏彼女の事情』で声優デビュー。ENBUゼミを見学に来ていた監督の庵野秀明が、庵野を見て騒ぐ生徒たちの中で一人我関せずの態度を取っていた本谷を気に入ったためのオファーであった。このときの役は、「文化祭で上演する劇の台本を書く」少女の役であった。
2000年9月、「劇団、本谷有希子」を創立。劇作家・演出家としての活動を開始する。
2002年、『群像増刊エクスタス』に「江利子と絶対」を発表し小説家デビュー。サイトで連載していた小説を読んだ編集者が声をかけたことがきっかけとなった。
2005年4月から2006年3月までの1年間、ラジオ番組『本谷有希子のオールナイトニッポン』のパーソナリティを務めた。同年、小説『腑抜けども、悲しみの愛を見せろ』が第18回三島由紀夫賞候補となる。
2006年、小説『生きてるだけで、愛。』で第135回芥川龍之介賞候補となる。
2007年、『遭難、』で第10回鶴屋南北戯曲賞を史上最年少で受賞。小説『生きてるだけで、愛。』が第20回三島由紀夫賞候補となる。同年、『腑抜けども、悲しみの愛を見せろ』が佐藤江梨子主演で映画化された。2008年、小説『遭難、』で第21回三島由紀夫賞候補となる。
2009年、「幸せ最高ありがとうマジで!」で第53回岸田國士戯曲賞（白水社主催）を受賞。同年、「あの子の考えることは変」で第141回芥川賞候補となる。同年10月には雑誌『VOGUE』が日本を代表する女性10人を選ぶ『ヴォーグ ニッポン ウィメン・オブ・ザ・イヤー2009』を受賞。
2011年、小説『ぬるい毒』で第24回三島由紀夫賞候補、第145回芥川賞候補、第33回野間文芸新人賞受賞。2013年、小説『嵐のピクニック』で第7回大江健三郎賞受賞。同年5月7日、シンガーソングライターで映画監督の御徒町凧と結婚。
2014年、小説『自分を好きになる方法』で第27回三島由紀夫賞受賞。
2015年10月、第1子女児を出産。
2016年、小説『異類婚姻譚』で第154回芥川龍之介賞受賞。笙野頼子、鹿島田真希に続いて3人目の純文学新人賞三冠作家となる。
2021年3月、第2子男児を出産。

## 人物
卒業公演の際、「在学中に何もやっていない」という焦りから台本執筆を買って出たところ、松尾スズキに「役者よりも台本を書いた方がいいかもね」と言われ、これが執筆活動を開始するきっかけとなった。劇団旗揚げ後の一時期はメディアに“松尾チルドレン”として一括りにされることを嫌い、松尾と接点を持たないようにしていたという。2006年に『生きてるだけで、愛。』が芥川賞候補になった際にも松尾との作風の類似が指摘された。現在では松尾がスーパーバイザーを務める季刊誌『hon-nin』に小説を寄稿するなど、接点を回復している。このことについて本谷は「ようやく違うぞ、と余裕が出てきた」と述べている。
小説の書き方について本谷は、書きあげている最中は完全に登場人物になりきってしまうと言っている。本谷の友人いわく、「執筆中に会うと作品ごとに別人格になっている」ほどである。また、感情移入するのは主人公だけではなく登場人物全般で一人称より三人称が得意だという。
声優の能登麻美子とは同郷の友人で、地元時代は同じ劇団に所属していた事がある。のちに『QuickJapan』vol.59で対談を行なっている。
アイドルが好きであり、本谷がMCを務めた『本谷有希子のオールナイトニッポン』では、好きなハロープロジェクトのグループに関する好意を語ったり、AKB48メンバーを呼んだコーナーを進行したりしていた。
また、中高生時代にはいわゆるおたく趣味に傾倒していた。これまでで好きな漫画には『お父さんは心配症』、『幽☆遊☆白書』、『HUNTER×HUNTER』、『銭ゲバ』、『アシュラ』を挙げている。その中で、『幽☆遊☆白書』の登場人物・蔵馬のファンで、作品中の蔵馬登場シーンの切り抜きなどを収集し、蔵馬の小説も書いていたほどだった。
2014年頃までは小説をPCで執筆していた。しかし大変時間がかかるうえ、妊娠した際「目を酷使してのPC作業をすると、お腹の子は神経質になる」という話を聞き、手書きで執筆するようになった。その結果行き詰まったときなどは、イメージ絵や2重丸などの書き込みをして飛ばしておき、時間をおいて客観的に見返すことで、原稿を早く仕上げることができるようになった。本人にとっても、手書きの方が向いているという事を実感できたという。

## 作品

### 舞台（作品）

#### 劇団、本谷有希子公演
#劇団、本谷有希子参照

### テレビドラマ（作品）
- 劇団演技者。「石川県伍参市」（2005年6月29日 - 7月20日、フジテレビ） - 原作・脚本

## 出演

### 舞台（出演）
- 1989（2003年2月6日 - 16日、青山円形劇場） - 榊原ミキ 役

### テレビドラマ（出演）
- 演技者。「TRASHMASTAURANT」（2003年11月18日 - 12月9日、フジテレビ） - 北方 役
- ディビジョン1「1242kHz こちらニッポン放送」（2005年6月22日 - 7月20日、フジテレビ）

### テレビアニメ
- 彼氏彼女の事情（1998年10月2日 - 1999年3月26日、テレビ東京） - 沢田亜弥（レギュラーキャラクターの女子高生の小説家）

### テレビ番組
- つながるテレビ@ヒューマン（2006年1月14日 - 2008年、NHK総合、月1サポーター）
- 週刊ブックレビュー（NHK衛星第2、レギュラーではなかったが、小説出版のたびに出演）
- トップランナー（2007年5月12日NHK総合）
- めざましテレビ（2007年7月2日、フジテレビ、「広人苑II」に出演）
- news zero（2008年10月22日、日本テレビ）
- ボクらの時代（2011年7月17日、フジテレビ）
- ゴロウ・デラックス（2012年2月10日 / 2016年2月26日、TBS）
- 旅のチカラ「ショーの嵐に飛び込め!〜本谷有希子 ラスベガス〜」（2012年9月20日、NHK BSプレミアム）
- セブンルール（2017年4月 - 2023年3月28日、関西テレビ・フジテレビ）

### OVA
- フリクリ（OVA、ED実写モデル）

### ラジオ番組
- 本谷有希子のオールナイトニッポン（2005年4月1日 - 2006年3月31日、ニッポン放送、毎週金曜日担当）
- ザ・トップ5＜シーズン4＞（2014年10月2日 - 2015年3月19日、TBSラジオ） - 木曜日コメンテーター

## 受賞歴
- 2007年 - 第10回鶴屋南北戯曲賞（『遭難、』）
- 2009年 - 第53回岸田國士戯曲賞（『幸せ最高ありがとうマジで!』）
- 2011年 - 第33回野間文芸新人賞（『ぬるい毒』）
- 2013年 - 第7回大江健三郎賞（『嵐のピクニック』）
- 2014年 - 第27回三島由紀夫賞（『自分を好きになる方法』）
- 2016年 - 第154回芥川龍之介賞（『異類婚姻譚』）

## 作品リスト

### 戯曲
- 「乱暴と待機」（2005年冬号、『せりふの時代』小学館）
- 『遭難、』（2007年、講談社、ISBN 9784062140744）
- 「ファイナルファンタジックスーパーノーフラット」（2007年秋号、『せりふの時代』小学館）
- 『偏路』（2008年、新潮社、ISBN 9784103017738）
- 『幸せ最高ありがとうマジで!』（2009年、講談社）
- 『来来来来来』（2010年、白水社）

### 小説
- 『江利子と絶対　本谷有希子文学大全集』（2003年、講談社）（2007年、講談社文庫）
  - 江利子と絶対（『群像』2003年5月号）
  - 生垣の女（同上）
  - 暗狩（同上）
- 『腑抜けども、悲しみの愛を見せろ』（2005年、講談社）（2007年、講談社文庫）
  - 初出：『群像』2004年12月号
- 『ぜつぼう』（2006年、講談社）
  - 初出：『群像』2005年11月号
- 『生きてるだけで、愛。』（2006年、新潮社）（2009年、新潮文庫）
  - 生きてるだけで、愛。（『新潮』2006年6月号）
  - あの明け方の（書き下ろし）
- 『乱暴と待機』（小説版）（2008年、メディアファクトリー）
- 『ほんたにちゃん』（2008年、太田出版）
- 『グ、ア、ム』（2008年、新潮社）（2011年、新潮文庫）
  - 初出：『新潮』2008年1月号
- 『あの子の考えることは変』（2009年、講談社）（2013年、講談社文庫）
  - 初出：『群像』2009年6月号
- 『ぬるい毒』（2011年、新潮社）（2014年、新潮文庫）
- 『嵐のピクニック』（2012年、講談社）（2015年、講談社文庫）
  - アウトサイド
  - 私は名前で呼んでる
  - パプリカ次郎
  - 人間袋とじ
  - 哀しみのウェイトトレーニー
  - マゴッチギャオの夜、いつも通り
  - 亡霊病
  - タイフーン
  - Q&A
  - 彼女たち
  - How to burden the girl
  - ダウンズ&アップス
  - いかにして私がピクニックシートを見るたび、くすりとしてしまうようになったか
- 『自分を好きになる方法』（2013年、講談社）（2016年、講談社文庫）
  - 初出：『群像』2013年5月号
- 『異類婚姻譚』（2016年、講談社）
  - 異類婚姻譚
    - 初出：『群像』2015年11月号

  - 〈犬たち〉
    - 〈この町から〉（「GRANTA JAPAN with 早稲田文学01」掲載）を大幅に改稿・改題

  - トモ子のバウムクーヘン
    - 初出：『新潮』2014年1月号

  - 藁の夫
    - 初出：『群像』2014年2月号
- 『静かに、ねぇ、静かに』（2018年、講談社）
  - 本当の旅
  - 奥さん、犬は大丈夫だよね？
  - でぶのハッピーバースデー
- 『あなたにオススメの』（2021年、講談社）
  - 推子のデフォルト
  - マイイベント
- 『セルフィの死』（2024年、新潮社）

#### 単行本未収録作品
- 「被害者の国」（『新潮』2005年4月号）

### 随筆・コラム等

#### 単行本
- 『イママン 本谷有希子マンガ家インタビュウ&対談集』（2007年、駒草出版、ISBN 9784903186511）
- 『かみにえともじ』（2012年8月10日、講談社）
  - 『モーニング』（講談社）にて連載された「かみにえともじ」をまとめた書籍。
  - 文・本谷有希子、絵・榎本俊二という組み合わせで構成された、基本1つの話が2P分で構成されたエッセイ作品である。
- 『本谷有希子のこの映画すき、あの映画きらい』（2012年8月13日、日経BP）
  - 『日経エンタテインメント!』にて連載中（2009年2月〜）の「本谷国際映画祭」をまとめた書籍。

#### 雑誌
- 『ユリイカ』、『群像』、『新潮』等にエッセイを寄稿。
- 『週刊プレイボーイ』、『ダ・ヴィンチ』、『EYESCREAM』、『MOVE!』等にコラムを連載。

## 劇団、本谷有希子
劇団、本谷有希子（げきだん もとやゆきこ）は、日本の劇団。主宰は本谷有希子。『劇団』という名前は付いているものの、特定の所属俳優を一切持たず、公演によって出演者が変動するため、活動形態としてはプロデュースユニットに近い。基本的に、脚本・演出は本谷有希子が手がける。

### 略歴
- 2000年 - 活動開始。第1回公演『腑抜けども、悲しみの愛を見せろ』を行う。
- 2002年 - 第15回パルテノン多摩小劇場フェスティバル参加。
- 2006年 - 『劇団、本谷有希子（アウェー）』として初めての番外公演。
- 2007年 - 前年に公演した 第11回公演 『遭難、』で主宰の本谷有希子は、第10回鶴屋南北戯曲賞を最年少で受賞。

### 劇団名の由来
過去に出演した番組で、主宰の本谷は「劇団の名前を付けるとき、自分のセンスを信じられなかった。今、よいと思ってもセンスが変わってダサい事になるのは嫌だなと。そこで、親からもらった名前をつけました。普遍という意味で。センスが問われて、「そういう名前をつけるんだぁ、君は。」とか思われるのがすごい勝負だと思った」と述べている。

### 公演
- 第1回公演 『腑抜けども、悲しみの愛を見せろ』 プロト・シアター（2000年9月2日-3日）
- 第2回公演 『死ぬ気ね』 ジェルスホール（2001年4月6日-8日）
- 第3回公演 『ファイナルファンタジー』 THEATER BRATS（2001年10月5日-9日）
- 第4回公演 『反感の嵐』 武蔵野芸能劇場（2002年4月19日-22日）、パルテノン多摩（4月24日、多摩バージョンでの公演）
- 第5回公演 『フィクショニア』 中野ウエストエンドスタジオ（2002年9月20日-23日）
- 第6回公演 『家族解散』 新宿タイニイアリス（2003年5月9日-13日）
  - 原作：糸井重里
- 第7回公演 『石川県伍参市』 しもきた空間リバティ（2003年10月9日-13日）
- 第8回公演 『腑抜けども、悲しみの愛を見せろ』 青山円形劇場（2004年11月10日-14日）
  - 第1回公演 『腑抜けども、悲しみの愛を見せろ』の再演。
- 第9回公演 『乱暴と待機』 新宿シアターモリエール（2005年4月8日-17日）
- 第10回公演 『無理矢理』 吉祥寺シアター（2005年12月3日-12日）
- 番外公演 『密室彼女』 下北沢ザ・スズナリ（2006年5月3日-9日）
  - 原案：乙一
  - 『劇団、本谷有希子（アウェー）』名義。
- 第11回公演 『遭難、』 青山円形劇場（2006年10月12日-19日）
  - 本公演で主宰・作演出を担当する本谷有希子は、第10回鶴屋南北戯曲賞を最年少で受賞した。
  - また、本公演の戯曲は第21回三島由紀夫賞（2008年）候補となった。
- 第12回公演『ファイナルファンタジックスーパーノーフラット』 吉祥寺シアター（2007年6月4日-24日）
  - 第3回公演『ファイナルファンタジー』のリメイク。
- 第13回公演『偏路』 紀伊國屋ホール（2007年12月14日-12月23日）
- パルコ・プロデュース公演『幸せ最高ありがとうマジで！』 PARCO劇場（2008年10月21日-11月9日）、倉敷市芸文館ホール（2008年11月19日）、シアター・ドラマシティ（2008年11月21日-22日）
  - 本公演で主宰・作演出を担当する本谷有希子は、第53回岸田國士戯曲賞を受賞した。
- 第14回公演『来来来来来』 本多劇場（2009年7月31日-8月16日）他、地方公演有
- 第15回公演『甘え』 青山円形劇場(2010年5月10日-6月6日)
- パルコ・プロデュース『クレイジーハニー』 PARCO劇場（2011年8月5日-8月28日）、北國新聞赤羽ホール（2011年9月3日-4日）、ももちパレス 福岡県立ももち文化センター 大ホール（2011年9月6日-7日）
- 第16回公演『遭難、』 東京芸術劇場（2012年10月2日-23日）、まつもと市民芸術館（2012年10月27日）、ABCホール（2012年11月2日）、北九州芸術劇場 中劇場（2012年11月6日）
  - 第11回公演 『遭難、』の再演。
- 夏の日の本谷有希子『本当の旅』 VACANT（2019年8月8日-8月18日）
- 梅雨の走りの本谷有希子『マイ・イベント』SAiSTUDIOコモネA（2022年6月9日-6月28日）※全公演中止[15]
- 本谷有希子の「マイ・イベント」（2022年6月17日-19日）[16]

### 過去の主な出演俳優
特に吉本菜穂子は、第7回公演以降の全ての公演に出演している。
- 加藤啓（劇団拙者ムニエル）
- 菅原永二（猫のホテル）
- 高田聖子（劇団☆新感線）
- 伊達暁（阿佐ヶ谷スパイダース）
- 種田茜
- 富岡晃一郎（阿佐ヶ谷スパイダース）
- 鳥海愛子
- 初音映莉子（A-team）
- 弁田勤
- 馬渕英里何（ホリプロ）
- 横畠愛希子
- 吉本菜穂子
- つぐみ
- 高橋一生